# كيرك همفريز
كيرك همفريز (بالإنجليزية: Kirk Humphreys)‏ هو سياسي أمريكي، ولد في 13 سبتمبر 1950. حزبياً، نشط في الحزب الجمهوري.